# Gouverneur der Residentie
De gouverneur der Residentie is de functiebenaming voor de gouverneur van 's-Gravenhage.

## Geschiedenis
Bij Souverein Besluit van 11 januari 1815 werden instructies vastgelegd voor de plaatselijke commandanten en de zogenaamde plaatsmajoors. De gouverneurs konden benoemd worden door de koning. Aanvankelijk werden gouverneurs benoemd in 's-Gravenhage en in Amsterdam. In 1818 vonden benoemingen plaats van gouverneurs in 's-Gravenhage, Brussel en Leeuwarden. Na het overlijden van de gouverneur van Leeuwarden in 1826 is geen gouverneur in die plaats meer benoemd. Nu bestaat alleen nog de gouverneur van de residentie.
De eerste gouverneur der Residentie was in 1813 provisioneel benoemd door vijf oud-regenten, en definitief geworden door het Souverein Besluit van 17 januari 1814. Naast de gouverneur bestond er in die jaren ook een plaatselijk commandant. Bij KB van 12 september 1840 werd bepaald dat de provinciale commandant van Zuid-Holland tevens als gouverneur zou optreden waardoor het dus een nevenfunctie werd. Nadat ook de functie van provinciale commandant in 1866 ophield te bestaan werd de functie van gouverneur vervuld door de bevelhebber van de militaire afdeling waartoe Den Haag behoorde. Van 1840 tot 1891 was deze overigens officieel "waarnemend gouverneur". In het laatste jaar werd er een nieuw KB afgekondigd waarbij opnieuw officieel een (niet waarnemend) gouverneur werd ingesteld, te benoemen bij KB. Aan het besluit was een instructie toegevoegd: de gouverneur zou een van de in de residentie gevestigde opper- of hoofdofficieren zijn. Vanaf 1 mei 1962 treedt de commandant van de Koninklijke Marechaussee op als gouverneur der residentie.

## Taken

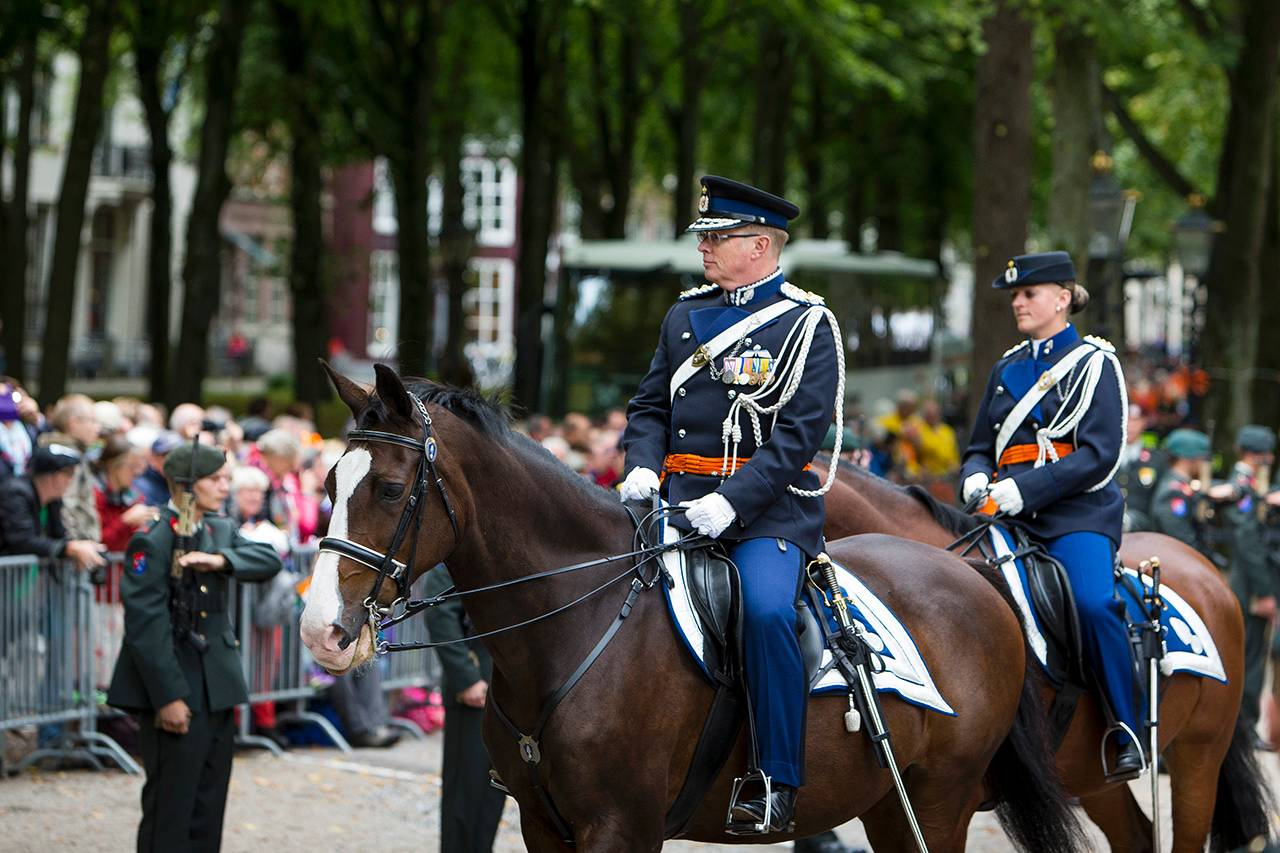
De gouverneur der Residentie inspecteert de erewacht op Prinsjesdag (2015)

De eerste gouverneur stond aanvankelijk direct onder de koning en werd ook gerekruteerd onder de hof-, en dus aanvankelijk adellijke kringen. Deze gouverneur werkte aanvankelijk nog zonder schriftelijke instructie. Dat veranderde na het SB van 1815 waarbij de taken werden opgesomd. Nieuwe instructies volgden bij KB's van 1819 en 1891. In dat laatste KB werd bepaald dat de gouverneur rechtstreeks onder de minister van Oorlog stond en niet meer direct onder de bevelen van de koning. Nieuwe wijzigingen in de instructies volgden in 1923, 1929 en 1953.
De gouverneur was gehouden bij alle grote parades aanwezig te zijn, de vorst naar de troepen en weer terug naar het paleis te begeleiden. Als de vorst of een ander lid van het koninklijk huis niet bij parades aanwezig was, zou de gouverneur de parade afnemen. Verder diende de gouverneur bij verschillende gelegenheden de koning te begeleiden en moest hij tot 1913 bij elk vertrek en elke aankomst van de koning (bijvoorbeeld op het station) aanwezig zijn. Hij begeleidde ook de koning wanneer die bereden of in koets gezeten was. Ook dienden de officieren, wanneer zij in audiëntie door de koning (vanaf 1953 ook in het geval van de prins der Nederlanden) werden ontvangen door de gouverneur te worden voorgesteld.

## Gouverneurs
1. Leopold graaf van Limburg Stirum (1758-1840): 17 november 1813-, 17 januari 1814 - 31 juli 1814 en opnieuw van 21 maart 1820 - 25 juni 1840
2. Frederik Adriaan graaf van der Goltz (1770-1849): 31 juli 1814 - 1 juni 1815
3. Otto van Well (1752-1837): 1 juni 1815 - 21 december 1818
4. Jacob Derk baron Sweerts de Landas (1759-1820): 21 december 1818 - 10 maart 1820 (overleden)
5. Leopold graaf van Limburg Stirum (1758-1840): 21 maart 1820 - 25 juni 1840 (overleden)
6. Reyndert baron Snouckaert van Schauburg (1776-1849): 12 september 1840 - 1 januari 1841
7. jhr. Jacob Nicolaes Everts (1785-1846): 1 januari 1841 - 2 oktober 1846 (overlijden)
8. jhr. Joannes Baptista Burchardus de Bellefroid (1790-1876): 2 oktober 1846 - 12 juli 1847
9. Friedrich Balduin Freiherr von Gagern (1794-1848): 12 juli 1847 - 20 april 1848 (gesneuveld)
10. jhr. Johannes Theodorus van Spengler (1790-1856): 9 mei 1848 - 1 november 1849
11. jhr. Carel Willem Johan Storm de Grave (1792-1878): 17 november 1849 - 31 december 1852
12. Hendrik Frederik Karel Duycker (1792-1884): 22 januari 1853 - 8 mei 1866
13. Cornelis Hendrik Happé (1803-1871): 8 mei 1866 - 12 november 1866
14. Petrus Alidus Cornelis van Wickevoort Crommelin (1802-1870): 16 november 1866 - 23 april 1870
15. Norman MacLeod (1811-1896): 23 april 1870 - 6 maart 1872
16. Frederik Christiaan Hendrik baron van Tuyll van Serooskerken (1810-1881): 6 maart 1872 - 1 mei 1874
17. Guillaume Henri Joseph Michelhoff (1814-1894): 1 mei 1874 - 13 februari 1877
18. Willem Anna Aloysius Bernardus van Toll (1818-1878): 13 februari 1877 - 30 juni 1879
19. Saris Leonard Jacob Queysen (1821-1887): 30 juni 1879 - 1 mei 1884
20. Evert Jan van Bell (1822-1921): 1 mei 1884 - 7 mei 1885
21. Albert Reinhold Jacob baron Klerck (1829-1894): 7 mei 1885 - 8 mei 1890
22. Jacob Nicolaas Anthony baron Taets van Amerongen (1832-1913): 8 mei 1890 - 30 april 1892
23. Willem Karel Lodewijk van Helden (1834-1914): 13 mei 1892 - 20 oktober 1896
24. Christoffel Lodewijk Doorman (1835-1919): 20 oktober 1896 - 1 november 1898
25. Carolus Petrus van Pommeren (1840-1919): 1 november 1898 - 15 november 1900
26. Frederik Gustaaf Alexander van Ermel Scherer (1841-1914): 16 november 1900 - 15 oktober 1909
27. Willem Adriaan Titus de Meester (1849-1929): 15 oktober 1919 - 1 november 1913
28. Adriaan Leonard Klerk de Reus (1856-1941): 1 november 1913 - 1 januari 1916
29. Hendrik Kemper (1858-1936): 27 januari 1916 - 1 mei 1919
30. Raymond Dufour (1862-1934): 1 mei 1919 - 1 augustus 1920
31. Johannes Burger (1861-1928): 1 augustus 1920 - 1 augustus 1921
32. Johannes Mattheus Benteyn (1869-1946): 1 februari 1922 - 5 september 1925
33. Willem Samuel Anne Alexander Henri Mari van Rijswijk de Jong (1868-1946): 10 september 1925 - 1 oktober 1926
34. Ernst Frans Insinger (1870-1939): 1 oktober 1926 - 1 mei 1932
35. jhr. Willem Röell (1873-1958): 1 mei 1932 - 31 maart 1937
36. Jan Joseph Godfried baron van Voorst tot Voorst (1880-1963): 31 maart 1937 - 1 februari 1947
37. Mathijs Tans (1894): 28 april 1947 - 1 november 1952
38. Dirk Cornelis Buurman van Vreeden (1902-1964): 1 november 1952 - 1 november 1957
39. Cornelis Johannes Valk (1902-1983): 1 november 1957 - 1 mei 1962
40. Otto Arnold Kaub (1903): 1 mei 1962 - 1 januari 1963
41. Abraham Jacobus Frederik Michiel Egter van Wissekerke: 1 januari 1963 - 1965
42. H.J. Amelink: 1965-1971
43. N. Meyer: 1971-1974
44. E.N. Spronk: 1974-1977
45. H.C. de Bruijn: 1977-1981
46. F.J. van Lier: 1981-1986
47. H.C. Rademaker: 1986-1990
48. L.W. Sunter: 1990-1993
49. D.G.J. Fabius: 1993-1999
50. C. Neisingh: 1999-2004
51. M. Beuving: 2004-2008
52. D. van Putten: 2008-2012
53. J.A.J. Leijtens: 2012-2015
54. H. van den Brink: 2015-2019
55. J.A.J. Leijtens: 2019-2023
56. A.L.C. Roelofs: 2023-heden